# Tavrion Dawson
Tavrion Quadre Dawson (Harbor City, 24 dicembre 1996) è un cestista statunitense.